# 東京都水道局
東京都水道局（とうきょうとすいどうきょく、英: Tokyo Metropolitan Government Bureau of Waterworks）は、東京都の23区および多摩地域26市町に水道水を供給する、東京都の地方公営企業。都営水道とも称する。
独自の井戸水源のため都の上水道給水区域に含まれない未統合自治体、武蔵野市、昭島市、羽村市へは暫定分水を行い（ただし武蔵野市は20%を都水道の水源に頼っており、羽村と昭島については井戸渇水時の緊急供給ラインという位置づけ）、また檜原村は秋川水系の村営水道および簡易水道を供しているため都水道からは未分水である。
およそ1239平方キロメートルの区域、1304万人の都民に水道水を供給し、世界的に見ても大規模な水道事業者。東京都の保有する水源量は日量 630 万m3、浄水場の施設能力は日量 686 万m3、配水管の延長は 26,490km （平成25年3月末現在）、平成 24 年度における年間総配水量は、1,523,190,000m3、一日最大配水量は4,590,000m3 となっている。漏水率は3%で際立って低い。
なお、下水道事業は1962年（昭和37年）に分離され東京都下水道局が行っている。

## 組織・経営
東京都地方公営企業の設置等に関する条例、東京都公営企業組織条例に基づき交通局、下水道局とともに設置され、東京都給水条例に基づく上水道事業、東京都工業用水道条例に基づく工業用水道事業を行っている。主な監理団体として東京水道株式会社がある。PFI事業としては特別目的会社（SPC）である朝霞・三園ユーティリティサービス株式会社（AMUS）から電力・蒸気の供給を受けてコージェネレーションシステムを稼動している。

## 事業

### 東京都水道局の主な河川水道水源と給水区域
以下は河川水源であり、この他に、自治体ごとに山間部の源流水源や地下水源に隣接して浄水所を設置し付近の地区へ水道供給している場合がある。これは青梅市や八王子市など山間部の多い自治体では主たる取水場所よりはるか上流域で高海抜の地区があるためであり（一例として、羽村市の小作取水堰から青梅市の御岳浄水場までの道路距離と獲得標高）、また昔から地区ごとに取水してきた設備を更新したものが多いためでもある。東京都の部局であるが、埼玉県にある朝霞・三郷の両浄水場などのように他の県にも施設を保有している。
- 利根川水系：藤原ダム、薗原ダム、相俣ダム、奈良俣ダム、矢木沢ダム、下久保ダム、渡良瀬貯水池、草木ダム、八ッ場ダム（以上は「利根川上流ダム群」と呼ばれている）
  - 利根大堰、武蔵水路、関宿水閘門
- 那珂川水系：霞ヶ浦導水、霞ヶ浦開発
  - 常陸川水門、利根川河口堰
  - 利根川、北千葉導水路、中川江戸川連絡導水路
  - 江戸川、中川、行徳可動堰、江戸川水閘門
  - 金町・三郷系 - 主に足立区、葛飾区、江戸川区、墨田区、江東区、荒川区、北区、台東区
- 荒川水系：滝沢ダム、二瀬ダム、浦山ダム、荒川貯水池、秋ヶ瀬取水堰、朝霞水路
  - 朝霞・三郷・三園系 - 主に文京区、千代田区、中央区、新宿区、中野区、目黒区、品川区、世田谷区、杉並区、練馬区、三鷹市、多摩市、町田市
  - 朝霞・三園系 - 主に板橋区、北区
  - 三園系 - 板橋区北部、北区北部
  - 三郷・三園系 - 主に板橋区、練馬区東部、豊島区、中野区、杉並区
  - 朝霞・三郷・三園・金町系 - 品川区東部
- 多摩川水系：小河内ダム、小作取水堰、羽村取水堰、山口貯水池、村山貯水池、調布取水堰、和田堀貯水池 (廃止)
  - 奥多摩系 - 奥多摩町
  - 小作系 - 青梅市の一部、日の出町、あきる野市、立川市の一部、八王子市の一部、町田市の一部、福生市、瑞穂町、武蔵村山市、東大和市、東村山市西部
  - 昭島 拝島給水所 （昭島の井戸渇水時の緊急供給用）
  - 東村山系 - 東村山市、清瀬市、東久留米市、西東京市、練馬区西部、立川市、国分寺市、国立市、小平市、小金井市、府中市、調布市、狛江市、日野市、八王子市の一部、稲城市、町田市の一部
  - 三郷・三園・境系 - 主に渋谷区、港区、大田区の一部
  - 砧浄水場
  - 玉川浄水場 - 原水の悪化から上水給水は休止中。現在は工業用水道事業用として三園浄水場に送水。
- 相模川水系：相模ダム、城山ダム
  - 長沢系 - 世田谷区南東部、大田区西部

（参考）都営水道ではない浄水場
- 武蔵野第一浄水場
- 武蔵野第二浄水場

武蔵野市営の浄水場で、深井戸から取水した原水を浄化処理しており、これで総供給量の80％をまかない、都水道を混ぜてから配水している。市内にある境浄水場からの給水は受けておらず、総供給量の20％を占める都水道給水分は利根川水系が大半である。
- 膜ろ過施設

羽村市羽中にある、市内の深井戸から取水した原水を高度浄化処理する施設。なお昭島市も深井戸取水であるが、水質が良好のため塩素添加のみで浄化処理はしていないため浄水設備もない。

### 工業用水用の浄水場
1956年（昭和31年）の工業用水法、1958年（昭和33年）の工業用水事業法の制定に伴って、主に江東、城北地域での地盤沈下抑制のため、地下水汲み上げの制限による代替水の供給を主な目的として事業計画を開始した。1964年（昭和39年）の高度成長期に工業地帯へ給水していたが、オイルショック翌年の1974年度を需要のピークとして工場の縮小や廃止移転の増加、企業側の自主的な公害対応として排水のリサイクル利用が進み、工業用水は大幅に余剰するようになり事業は縮小へ向かった。1960年後半頃からたびたび発生した都内の上水道の渇水の対応として、1980年代に利根川水系の工業用水利用は廃し、当時から汚染がひどくなっていた多摩川水系から送水することとしている。2018年（平成30年）、地盤沈下防止という所期の目的は達成したが、経営状況が厳しく、施設の大規模更新時期の到来が間近に迫る一方、今後も需要の増加が見通せないことから廃止すべきと決定され、2023年（令和５年）をもって工業用水道は事業廃止された。
- 南千住浄水場 - 1964年から給水していたが、1997年廃止。
- 南砂町浄水場 - 1965年から給水していたが、1980年廃止。
- 三園浄水場 - もともとは工業用水用として1971年から給水開始。1983年から一部が上水道へ所管が移った。
- 江北浄水場 - 1979年から給水していたが、1997年廃止。

### 浄水所
浄水場は河川水を浄化しているのに対し、浄水所は河川水のほかに地下水も原水として浄化している。以下の都内の浄水所では災害時には給水所や配水所、公園などとともに給水拠点となる。
- 杉並浄水所
- 砧下浄水所
- 立川市 - 柴崎浄水所、砂川中部浄水所、立川栄町浄水所、西砂第一浄水所、立川砂川浄水所
- 三鷹市 - 上連雀浄水所、三鷹新川浄水所
- 青梅市 - 千ヶ瀬第二浄水所
- 府中市 - 府中武蔵台浄水所、若松浄水所、幸町浄水所、府中南町浄水所
- 調布市 - 上石原浄水所、仙川浄水所、深大寺浄水所
- 町田市 - 原町田浄水所、野津田浄水所
- 小金井市 - 梶野浄水所、上水南浄水所
- 小平市 - 小川浄水所
- 日野市 - 大坂上浄水所、多摩平浄水所
- 国分寺市 - 東恋ヶ窪浄水所、国分寺北町第二浄水所
- 国立市 - 国立中浄水所、谷保浄水所
- 西東京市 - 芝久保浄水所、保谷町浄水所、西東京栄町浄水所
- 福生市 - 福生武蔵台浄水所
- 狛江市 - 和泉本町浄水所
- 東大和市 - 上北台浄水所
- 清瀬市 - 清瀬元町浄水所、清瀬旭ヶ丘浄水所
- 東久留米市 - 南沢浄水所、滝山浄水所
- 多摩市 - 桜ヶ丘浄水所、落合浄水所
- 稲城市 - 坂浜浄水所
- あきる野市 - 上代継浄水所、戸倉浄水所

## 沿革
- 1888年（明治21年）10月5日 - 内務省（当時）内に東京市区改正委員会を開設。上水改良が急務であると議決、設計調査委員を設置。
- 1890年（明治23年）
  - 3月 - 内務省衛生局雇間技師バルトンが調査設計報告書を提出。計画では、玉川上水路により多摩川の水を千駄ヶ谷村の浄水工場に導き、沈殿・ろ過した後、麻布及び小石川の給水工場へ送水し、浄水工場に併設された給水工場を含めて3箇所の給水工場からポンプ圧送あるいは自然流下で市内に配水しようとするものだった。
  - 7月5日 - 水道条例を公布し、創立認可。上記の計画は内閣総理大臣の認可を得て、東京府知事により告示。
  - 9月 - 府議会が、水道建設及び関連する道路建設等1000万円[4]の予算を可決。工期は明治24年度からの5カ年とし、財源は公債をあてるとした。
- 1891年（明治24年）11月1日 - 東京府内に水道改良事務所設置。バルトンの案は内務省技師補だった中島鋭治によって再検討され、当初計画を、浄水工場設置場所を千駄ヶ谷村から淀橋町に、給水工場設置場所を麻布・小石川から本郷・芝へ変更、さらに和田堀、淀橋間に新水路の築造を計画。
- 1892年（明治25年） - 淀橋、本郷、芝、新水路予定地等の用地買収開始。
- 1893年（明治26年）
  - 4月1日 - 当時神奈川県だった三多摩地区を東京府に編入[5]。
  - 10月22日 - 上野駅及び新橋駅から特別列車を仕立てて3000名の来賓を迎え、淀橋浄水場起工式敢行。
- 1895年（明治28年） - 淀橋浄水場建設資材の国産鉄管の不正合格品納入の刑事事件発生。都知事辞職、市議会解散の政治問題に発展。
- 1898年（明治31年）
  - 12月1日 - 淀橋浄水工場（淀橋浄水場）通水。神田・日本橋地区に給水開始。
  - 最初の料金制度を制定。一般は放任給水だったが、多量使用者には計量給水を適用。
- 1901年（明治34年）
  - 4月 - 水源涵養を目的に、多摩川上流域の御料林を譲り受け営林事業を開始
  - 6月 - 神田上水及び玉川上水（代田橋から四谷までの旧水路）を廃止。
- 1908年（明治41年） - 千川上水の事業を東京市が引き継ぐこととなり、千川上水株式会社は解散。
- 1909年（明治42年）4月 - 大日本政府が中島鋭治に水道需要と建設の計画策定に関わる調査を委託。報告は多摩川からの導水を計画し、貯水池を大久野村（現・日の出町）に置く案と、村山村に置く案が示されていた。
- 1912年（明治45年）5月 - 村山に貯水池を置く案に市区改正委員会で決定。
- 1912年（大正元年）9月 - 水道拡張事業（後に第一水道拡張事業と呼称変更）認可。6カ年計画とし、総工費は2072万円。
- 1913年（大正2年）
  - 内務省による水道条例の改正。
  - 6月 - 第一水道拡張事業を開始。
- 1916年（大正5年） - 村山下貯水池（現・村山貯水池：多摩湖の東半分）工事開始（→1927年完成）。
- 1917年（大正6年）
  - - 村山上貯水池（現・村山貯水池：多摩湖の西半分）工事開始（→1924年完成）。
  - - 第一次大戦の影響で第一水道拡張事業工期を8カ年計画に延長。
- 1918年（大正7年）
  - 境浄水場工事開始（→1924年通水）。
  - 11月 - 荏原水道組合を母体として玉川水道株式会社発足、玉川浄水場通水。
- 1919年（大正8年）- 江戸川上水町村組合発足。
- 1920年（大正9年）- 第一水道拡張事業を2期に分割。第1期工事事業費3610万円（1913年 - 1923年）、第2期工事事業費1150万円（1924年 - 1928年）。
- 1921年（大正10年）3月 - 水道料金改定（64.6％）。
- 1923年（大正12年）
  - 3月 - 渋谷町水道[6]の駒沢給水所の第2給水塔が完成。
  - 5月 - 渋谷町水道の砧下浄水場通水。
  - 9月1日 - 関東大震災発生。淀橋浄水場が破壊されるなど諸施設に甚大な被害を受ける。
  - 11月 - 駒沢給水所の第1給水塔が完成。
  - 12月 - 東京市内の水道がほぼ震災前に復旧。
- 1924年（大正13年）3月30日 - 第一水道拡張事業完了。羽村村山線導水路、村山上貯水池、村山下貯水池堰堤の下半分、境浄水場、境和田堀線送水管および導水路の一部、和田堀浄水池等が完成。境浄水場通水。
- 1926年（大正15年）
  - 4月 - 目黒町水道通水。
  - 8月 - 江戸川上水町村組合の金町浄水場通水。
- 1927年（昭和2年）
  - 淀橋町水道[7]着工、町内に暫時通水開始。
  - 3月 - 村山下貯水池完成。
  - 8月 - 山口貯水池（狭山湖）の築造（→1934年完成）、和田堀浄水池増強、配水管布設延長の増加等を追加変更して第一水道拡張事業第2期認可。
  - 10月1日 - 荒玉水道町村組合、砧上浄水場通水。
  - 10月 - 第二水道拡張事業のための東京市臨時水道拡張調査会、設置、利根川・江戸川、荒川、相模川の水源化を検討するも不調に終わり、再び多摩川の水源化で奥多摩の貯水池配置（→小河内貯水池）、東村山の浄水場（→東村山浄水場）設置を軸に検討。
- 1929年（昭和4年）
  - 3月 - 荒玉水道町村組合の野方配水塔竣工。
  - 3月 - 千駄ヶ谷町水道竣工。
- 1930年（昭和5年）11月21日 - 矢口水道株式会社の矢口浄水場通水。
- 1931年（昭和6年）
  - 荒玉水道町村組合の大谷口配水塔竣工。
  - 3月 - 大久保町水道[8]完成。
  - 6月 - 小河内貯水池、東村山浄水場の工事を含む第二水道拡張事業を公表。
  - 10月 - 代々幡水道（町営）[9]通水。
  - 12月 - 戸塚町水道[10]竣工。
- 1932年（昭和7年）
  - 3月15日 - 井荻町水道[11]、杉並浄水場通水。
  - 7月13日 - 第二水道拡張事業を市会で議決。
  - 10月1日 - 東京市が周辺5郡82町村を合併して「大東京市」となる。この当時の市内の水道は、町営水道が8、町村組合経営水道が2、民間水道が3 、合計13あった。日本水道株式会社の狛江浄水場通水。
  - 東京市水道が、町営及び町村組合の10水道事業（江戸川上水、荒玉水道、井荻町水道、戸塚町水道、大久保町水道、淀橋町水道、代々幡水道、千駄ヶ谷町水道、渋谷町水道、目黒町水道）を合併。
- 1934年（昭和9年）3月 - 山口貯水池完成。
- 1935年（昭和10年）3月23日 - 玉川水道株式会社を買収。
- 1936年（昭和11年）
  - 7月 - 稲毛川崎二ヶ領普通水利組合の異議等が影響し、この間、小河内、丹波山、小菅の各村が早期着工を陳情、ようやく第二水道拡張事業計画が認可、小河内ダムおよび東村山浄水場設計着手。工事計画は約 20 年。
  - 8月 - 第二水道拡張事業の遅れから、金町浄水場、砧下浄水場の拡張等の応急拡張事業計画が認可、着工。
- 1937年（昭和12年）
  - 3月1日 - 矢口水道株式会社を買収。
  - 4月 - 将来の大東京実現に備えて水源確保に向け、水道水源調査委員会を設置。
- 1938年（昭和13年）
  - 11月12日 - 第二水道拡張事業を開始。東村山浄水場の建設検討開始。
  - 11月12日 - 小河内貯水池総合起工式（→1957年竣工）。
- 1940年（昭和15年）
  - 6月 - 多摩川系の大渇水により、金町系及び杉並系を除く全戸で時間給水実施（6月7日 - 8月10日)
  - 10月23日 - 水道水源調査委員会、利根川を水源とする第三水道拡張計画案を答申。
- 1941年（昭和16年）
  - 3月 - 答申を受けて、市会は群馬県利根川河水統制事業費の一部負担を議決
  - 5月 - 第三水道拡張計画案を申請。工事期間は13年。
- 1942年（昭和17年）4月18日 - B-25B爆撃機16機によるドーリットル空襲で東京都荒川区尾久町の100mm配水小管2箇所に被害。
- 1943年（昭和18年）
  - 6月 - 給水不足が著しい城南方面の給水を強化するため、神奈川県、川崎市及び東京市三者間で、相模川分水協定が成立。相模川を水源とする川崎市の余剰水を分水する計画（城南配水補給施設事業）。
  - 7月1日 - 東京都制施行。（東京府並びに東京市は廃止）
  - 10月 - 第二水道拡張事業、応急拡張事業、配水施設拡張事業は中止、第三水道拡張事業は認可途上のまま中断、城南配水補給施設事業は着工に至らないまま戦争のため一時中止。
  - この頃、戦局悪化のため、第二水道拡張事業、応急拡張事業、城南配水補給施設事業を中止（認可は翌年1月）。
  - 娯楽用水道利用の料金を戦時対応のため改定。
- 1944年（昭和19年）12月3日 - 米陸軍第21爆撃兵団による中島飛行機武蔵野製作所爆撃で境浄水場ろ過池に被弾。
- 1945年（昭和20年）
  - 3月10日 - 東京大空襲により、給水装置に甚大な被害。
  - 4月1日 - 日本水道株式会社及び成城学園水道利用組合を買収。
  - 5月25日 - 相次ぐ東京空襲で給水装置の約70%を喪失。漏水率は約80%に及ぶ。
  - 8月 - 終戦。水道復旧と漏水補修を開始。
  - 11月 - 水道料金改定（55.6％）。
- 1946年（昭和21年）3月 - 水道料金改定（150％）。
- 1947年（昭和22年）
  - 1月 - 水道料金改定（50％）。
  - 6月 - 水道料金改定（100％）。
  - 9月15日 - カスリーン台風による関東で大雨の大災害、利根川、荒川の堤防が決壊し、埼玉県から東京都の城東地区にかけて浸水、
- 1948年（昭和23年）
  - 1月 - 水道料金改定（87％）。
  - 4月28日 - 第二水道拡張事業、水道応急拡張事業の再開を都議会で議決。
  - 6月 - 水道料金改定（90％）。
  - 8月 - 水道料金改定（26％）。
  - 8月1日 - 水道応急拡張事業再開。
- 1949年（昭和24年）
  - 3月 - 漏水率が 30％までに改善。
  - 6月 - 水道料金改定（31％）。
- 1950年（昭和25年）10月10日 - 相模川系水道拡張事業を開始。
- 1952年（昭和27年）
  - 1月 - 水道料金改定（33％）。
  - 10月1日 - 地方公営企業法が施行され、同法の適用を受ける。
  - 12月16日 - 小河内ダム建設のため水道局の専用鉄道である小河内線、開通（奥多摩町氷川駅 - 水根駅間）。
- 1955年（昭和30年）2月 - 相模川分水協定を改定。
- 1956年（昭和31年）1月 - 水道料金改定（36％）。
- 1957年（昭和32年）
  - 4月 - 相模川系拡張事業計画が認可、長沢浄水場新設。
  - 5月10日 - 専用鉄道小河内線、運行終了。
  - 6月15日 - 水道法公布。
  - 11月26日 - 小河内貯水池竣工式。
- 1959年（昭和34年）
  - 3月5日 - 長沢浄水場通水。
  - 4月 - 矢木沢ダム工事着手、下久保ダム調査開始。
- 1960年（昭和35年）
  - 3月 - 淀橋浄水場の移転計画を含む「新宿副都心建設に関する基本方針」を都議会で議決。
  - 4月 - 地盤沈下対策の一環として江東地区工業用水道の建設を開始。
  - 8月16日 - 東村山浄水場通水。
- 1961年（昭和36年）
  - 2月 - 矢口浄水場公用廃止。
  - 10月 - 多摩川が大渇水。多摩川を水源とする給水区域で制限給水（10月20日 - 1965年3月31日まで）。
  - 10月25日 - 昭和天皇・香淳皇后、小河内ダムを視察。
  - 11月 - 水資源開発促進法制定。
- 1962年（昭和37年）
  - 4月1日 - 水道局から下水道事業を分離し、下水道局が独立。
  - 同 - 工業用水道事業に地方公営企業法が適用され、工業用水道部を設置。
  - 5月 - 水資源開発公団（現・水資源機構）が発足、矢木沢および下久保の両ダム工事は国から公団に移管。
  - 8月 - 多摩川渇水の対策として中川・江戸川系緊急拡張事業計画認可。金町浄水場の拡張等。
  - 同 - 利根川水系における水資源開発基本計画（第一次）決定。矢木沢ダム及び下久保ダムの検討等。
- 1964年（昭和39年）
  - 8月 - 多摩川水系で最大50％の制限給水実施。
  - 8月15日 - 南千住浄水場通水、江東地区へ給水開始。
  - 8月25日 - 利根川系拡張拡張事業による荒川暫定取水が実現、給水危機緩和。
  - 10月 - 利根川水道建設本部が発足。
- 1965年（昭和40年）
  - 3月 - 利根川と荒川を結ぶ、武蔵水路の通水を開始。
  - 3月31日 - 淀橋浄水場廃止、66年3ヶ月の歴史を閉じる。
  - 5月14日 - 南砂町浄水場通水、江東地区へ給水開始。
  - 6月 - 第二次利根川系拡張事業計画認可、朝霞浄水場、金町浄水場拡張、小作浄水場新設等。
- 1966年（昭和41年）
  - 2月 - 水道料金を口径別料金体系に移行、水道料金改定（35.4％）。
  - 7月19日 - 営業部（現在のサービス推進部）に特別作業隊（現在の水道緊急隊）が発足。
  - 10月3日 - 朝霞浄水場通水。
- 1967年（昭和42年）
  - 7月15日 - 調布浄水場廃止。
  - 8月 - 矢木沢ダム完成。
  - 11月 - 下久保ダム完成。
  - 12月 - 水道料金改定（36.6％）。
- 1969年（昭和44年）
  - 3月31日 - 狛江浄水場廃止、37年の歴史を閉じる。
  - 4月 - 利根導水路通水。
  - 4月1日 - 千川上水からの取水を停止し板橋浄水場廃止。
  - 8月 - 6か月検針制度の採用。
- 1970年（昭和45年）
  - 3月 - 第三次利根川系拡張事業計画認可、金町浄水場、東村山浄水場、小作浄水場拡張、三園浄水場新設等。
  - 6月1日 - 小作浄水場通水。
  - 7月 - 利根川水系における水資源開発基本計画（第二次）決定、利根川河口堰、草木ダム等。
  - 7月16日 - 多摩水道対策本部（現在の多摩水道改革推進本部）発足。
  - 9月28日 - 多摩川の水質悪化とカシン・ベック病による住民不安が広がり、玉川浄水場取水停止。
- 1971年（昭和46年）
  - 4月1日 - 三園浄水場通水、城北地区への工業用水給水開始。
  - 5月 - 利根川河口堰完成。
  - 12月 - 多摩地区水道事業の都営一元化基本計画の策定。
- 1972年（昭和47年）
  - 3月 - 第四次利根川系拡張事業計画認可、三郷浄水場新設等。
  - 6月 - 利根川系の異常渇水により最大15％の制限給水（6月24日 - 7月15日）。
  - 隔週週休二日制の導入[12]。
- 1973年（昭和48年）
  - 1月 - 水道需要を抑制する施策、発表。
  - 8月 - 利根川系の異常渇水により最大10％の制限給水（8月20日 - 9月6日）。
  - 10月17日 - 水源地域対策特別措置法公布。
  - 11月 - 小平市、狛江市、東大和市、武蔵村山市の水道の都営一元化。
- 1974年（昭和49年）
  - 4月24日 - 文京区本郷の本郷庁舎（本郷給水所）に水質センター発足。
  - 6月 - 小金井市、日野市、東村山市、保谷市、多摩市、稲城市、瑞穂町の水道都営一元化。
  - 7月 - 集金制度廃止。
- 1975年（昭和50年）
  - 2月 - 町田市、国分寺市、国立市、田無市、福生市、清瀬市の水道の都営一元化。
  - 7月 - 三園浄水場通水。
  - 9月 - 府中市、東久留米市、秋川市の水道都営一元化。
  - 同 - 水道料金改定（159.57％）、工業用水料金改定（211.05％）。
- 1976年（昭和51年）
  - 2月 - 八王子市、日の出町、五日市町の水道の都営一元化。
  - 4月 - 利根川水系及び荒川水系における水資源開発基本計画「第三次フルプラン」決定、八ッ場ダム、滝沢ダム等。
  - 11月 - 草木ダム完成。
  - 12月 - 財団法人 利根川・荒川水資源地域対策基金、創設。
- 1977年（昭和52年）
  - 4月 - 青梅市の水道の都営一元化。
  - 同 - 局所蔵の「上水記」11冊が東京都の「古文書」に指定。
  - 6月 - 水道法改正。
- 1978年（昭和53年）
  - 8月 - 利根川水系の異常渇水により10％の制限給水（7月9日 - 8月18日）。
  - 12月 - 水道料金改定（37.14％）、工業用水料金改定（53.66％）。
- 1979年（昭和54年）
  - 3月 - 第三次フルプランの一部変更（埼玉合口二期および荒川調節池の追加）。
  - 4月1日 - 文京区本郷の本郷庁舎（本郷給水所）に水運用センター発足。
  - 同 - 杉並区和泉の和泉庁舎に水道特別作業隊（特別作業隊と修繕特別作業隊の統合）発足。
  - 5月 - 江北浄水場送水開始（工業用水道）。
  - 7月 - 玉川浄水場の一部水源の緊急暫定措置として水利権を転換し、城北地区工業用水道用に取水を再開（8年9か月ぶり）。
- 1980年（昭和55年）
  - 3月31日 - 工業用水道南砂町浄水場廃止。砂川水衛所廃止。
  - 4月 - 委託検針実施。
  - 10月 - 練馬給水所通水。
  - 10月15日 - 当時の皇太子夫妻（明仁上皇、上皇后美智子）、小河内ダム見学。
  - 11月 - 都公営企業等財政再建委員会。
- 1981年（昭和56年）
  - 10月 - 朝霞水路（改築）、通水開始。
  - 11月 - 水道料金改定（46.83％）、工業用水料金改定（45.95％）。
  - 12月 - 水元給水所通水。
- 1982年（昭和57年）
  - 3月 - 第三次フルプラン一部変更、利根川河口堰開発水の有効利用。
  - 4月 - 立川市の水道の都営一元化。
  - 6月 - 楢原給水所通水。
- 1983年（昭和58年）
  - 1月 - 工業用水道メータの自動検針一部開始。
  - 4月 - 4か月検針制度の採用。
  - 5月 - 送配水施設総合整備計画、策定。
  - 6月 - 日野増圧ポンプ所完成。
  - 10月 - 都上下水道財政調査会報告。
- 1984年（昭和59年）
  - 5月 - 水道料金改定（10.5％）。
  - 10月 - 水道記念館開設。
- 1985年（昭和60年）
  - 6月24日 - 三郷浄水場通水。
  - 6月 - 利根川水道建設本部を廃止。
  - 7月 - 八坂給水所通水。
- 1986年（昭和61年）
  - 7月 - 東大和給水所及び聖ヶ丘給水所通水。
  - 12月 - 徴収事務オンライン化並びに営業所の名称及び所管区域の一部変更。
- 1987年（昭和62年）
  - 7月 - 渇水対策本部設置、最大で15％の制限給水（6月22日 - 8月25日）。
- 1988年（昭和63年）
  - 2月 - 第四次フルプラン決定、昭和75年度目標。
  - 6月 - 節水型都市づくりを考える懇談会報告。
  - 8月 - 技術開発室を設置。
- 1989年（平成元年）
  - 1月 - 第四次フルプラン一部変更（埼玉合口二期1989等）。
  - 5月 - 工業用水料金改定（4％引き上げ＋消費税3％転嫁）。
  - 6月 - 水道料金改定（4％引き上げ＋消費税3％転嫁）。
  - 12月 - 絹ヶ丘給水所通水。
- 1990年（平成2年）
  - 2月 - 上池台給水所通水。
  - 3月 - 渡良瀬貯水池完成。
  - 7月 - 利根川系の異常渇水により最大10％の制限給水（8月3日 - 8月14日）。
  - 10月 - 検針業務の全面委託（区部）。
  - 同 - 秋留台給水所通水。
  - 同 - 「江戸上水・東京水道400周年」記念諸行事。
  - 11月 - 第三次東京都長期計画、発表。
- 1991年（平成3年）
  - 3月 - 神田上水石樋由来碑、タイムカプセル標石碑建立。
  - 4月1日 - 「いちょう作戦」完了。都庁本庁舎を丸の内から現在地の西新宿に移転する。
  - 6月 - 奈良俣ダム完成
  - 7月 - 石畑給水所通水。
  - 9月 - 水道マッピングシステム運用開始。
- 1992年（平成4年）
  - 4月 - 水道局財務会計システム運用開始。
  - 5月 - 新業務用無線システム運用開始。
  - 6月 - 金町浄水場第一期高度浄水施設完成。
  - 7月 - 多摩川冷水対策施設完成。
  - 12月 - 玉川給水所通水。
  - 同 - 水質基準に関する省令、公布。
- 1993年（平成5年）
  - 3月 - 検針用携帯パソコンシステム導入。
  - 4月 - 経営計画部技術開発室を設置。
  - 5月 - 三郷浄水場第二期施設完成。
  - 6月 - 水道事務検索システム都営水道25市町で運用開始。
  - 12月 - 新・水質基準に関する省令、施行。
- 1994年（平成6年）
  - 4月1日 - 口径40mm以下の宅地内修繕を量水器（水道メータ）まで無料化。
  - 同 - 多摩水道事故受付センター開所。
  - 5月 - 水道水源水質保全2法、施行。
  - 6月 - 水道料金改定（16.1％）。
  - 7月 - 利根川計の異常渇水により最大15％の給水制限（7月29日 - 9月19日）
- 1995年（平成7年）
  - 1月17日 - 阪神・淡路大震災発生。神戸市支援活動（1月17日 - 3月31日）。
  - 3月 - 水道記念館閉館。
  - 3月20日 - 地下鉄サリン事件発生。NBCを使用したテロ攻撃に対する水道を含む諸施設の警戒態勢に入る。
  - 4月 - 隔月検針制度の採用。江東給水所通水。
  - 4月15日 - 文京区本郷の本郷庁舎に東京都水道歴史館開館。
  - 9月 - あきる野市へ水道事業事務委託。
  - 9月1日 - 東京臨海副都心の水道施設通水。
  - 10月 - 増圧直結給水方式開始。
  - 11月 - 臨海副都心自動検針システム運用開始。
- 1996年（平成8年）
  - 1月 - 「きょうの水源ダイヤル」設置。渇水対策本部、設置（→4月24日解散）。
  - 3月 - 第9次水道水源林管理計画、決定。
  - 4月15日 - 金町浄水場第二期高度浄水（オゾンと生物活性炭による処理）施設完成、運用開始。
  - 4月 - 三郷浄水場配水池完成。
  - 5月 - 生活都市東京の水道システムを考える会、設置。
  - 6月 - 三園浄水場の燃料電池発電所が発電開始。
  - 8月 - インターネットホームページ開設。
  - 9月- 玉川上水保存管理指針策定に関する委員会を設置。多摩地区施設情報収集システム運用開始。
  - 11月 - 生活とし東京の水道システムを考える会、報告。
- 1997年（平成9年）
  - 3月 - 東村山浄水場内に、浄水部技術訓練室を開所。
  - 3月31日 - 南千住浄水場及び江北浄水場廃止。
  - 4月1日 - 多摩水質試験室運用開始。
  - 5月20日 - 江東区有明に水の科学館開館。
  - 同 - 都水道新世紀構想-STEP21-策定。
  - 同 - 工業用水料金改定、旧江東地区料金体系を旧城北地区料金体系区分に統合、消費税5％へ。
  - 6月 - 水道料金改定、消費税5％へ。
  - 同 - 千葉県水道局と災害相互応援協定、締結。
  - 11月 - 小河内ダム竣工40周年記念式典。
  - 12月 - 中野営業所移転。
- 1998年（平成10年）
  - 3月 - 多摩ニュータウン水道事業の統合に伴う引継式。
  - 3月31日 - 用品出納事務所廃止。
  - 5月 - 葛西給水所完成。
  - 6月 - 晴海給水所運用開始。
  - 7月 - 江戸川流水保全水路通水。
  - 9月1日 - 都区部（23区）で上下水道料金をコンビニエンスストアで収納開始。
  - 9月 - 東村山浄水場、常用発電設備完成。
  - 11月 - 浦山ダム建設工事竣工。
  - 同 - PFIモデル事業導入決定。
  - 同 - 東京近代水道100周年記念式典、国際水道シンポジウム開催。東京の水とくらし展開催。
  - 11月27日 - 奥多摩町の小河内貯水管理事務所付近に奥多摩水と緑のふれあい館開館。
- 1999年（平成11年）
  - 3月 - 玉川上水が歴史環境保全地域に指定。
  - 3月29日 - 三郷浄水場高度浄水施設完成。オゾンと生物活性炭による処理開始。
  - 4月 - 震災情報システム運用開始。
  - 同 - 小河内貯水池太陽光発電設備設置。
  - 5月 - 戸倉給水所完成。
  - 7月 - 浦山ダムに係る水利権取得。
  - 8月 - 八雲給水所通水式。
  - 9月1日 - 多摩地区で上下水道料金をコンビニエンスストアで収納開始。
  - 11月 - 東京近代水道百年史発刊。
  - 12月 - 土曜・日曜日及び祝日等の水道料金中止清算業務の委託（区部）。
- 2000年（平成12年）
  - 3月 - 深沢浄水所完成式。
  - 4月 - 水道事業経営プラン2000策定（2000年度 - 2003年度)。
  - 同 - 環境会計モデル（2000年度会計）、公表。
  - 同 - 調布市の水道の都営一元化。
  - 4月25日 -
  - 6月1日 - 水道局全職員による戸別訪問方式の水道フレッシュ診断開始。
  - 6月 - 「自動検針の検討に関する基本協定」締結（東京都水道局、東京電力、東京ガス）
  - 同 - 支給材料制度検討委員会 第二次報告。
  - 6月27日 - 三宅島噴火で都が災害対策本部設置に伴い、給水対策本部を設置。
  - 6月 - 「支給材料制度検討委員会報告（第二次）～材料の工事請負者持ち方方式への移行について～」発表。
  - 10月3日 - 金町浄水場、常用発電PFIモデル事業運用開始。
  - 10月 - 滝山集中管理室開所。
- 2001年
  - 1月 - 北千葉導水路水利権獲得。
  - 2月19日 - 東村山浄水場及び水道水源林がISO14001認証を取得。
  - 3月 - 葛飾東営業所と葛飾西営業所を統合し、葛飾営業所として業務を開始。
  - 同 - 晴海給水所完成。
  - 同 - 三宅島復旧対策本部、設置。
  - 4月2日 - 水道の使用開始・中止の手続きがインターネットでも可能になる（区部）。
  - 4月 - 東村山浄水場水力発電施設稼動。
  - 6月 - 南千住給水所完成。
  - 同 - 水道水源林100周年記念式典。
  - 8月 - 三鷹市水道事業の統合に関する基本協定締結。
  - 同 - 渇水対策本部、設置（→8月27日解散）。
  - 9月 - 朝霞・三園PFI事業契約締結。
  - 12月 - 三郷浄水場、自己発電構想の事業化に向けた基本合意書、締結。
- 2002年（平成14年）
  - 1月 - 水道料金ネットワークシステム稼動。
  - 2月 - 芝給水所通水式。
  - 同 - 都水道事業経営問題研究会、発足。
  - 4月 - 三鷹市の水道の都営一元化。
  - 7月 - 戸倉給水所完成。
  - 同 - 大久野浄水所完成（当時、日本最大の日量3400立方メートルの膜ろ過装置を導入）。
  - 11月 - 山口貯水池堤体強化工事完成式。
  - 11月28日 - 足立区内で水道フレッシュ診断中に給水管の工業用水道の誤接続（クロスコネクション）発覚。12月12日に北区内、翌年5月には板橋区内でも確認。
  - 12月 - 貯水槽水道に係る改正給水条例、公布。
- 2003年（平成15年）
  - 2月12日 - 引越しによる東京電力等との一括契約受付（ワンストップサービス）開始。
  - 同 - 口座振替指定サービス開始（区部）。
  - 同 - 使用実績情報提供サービス開始。
  - 3月 - NaS電池の運用開始（新町給水所・江東給水所）。
  - 同 - 上北台浄水所完成。
  - 6月 - 多摩地区の水道経営改善基本計画、策定。
  - 7月 - 平日分の中止清算業務委託化（区部及び多摩ニュータウン地区）。
  - 同 - 水道メータ談合事件で19社を指名停止。
  - 同 - 都水道事業経営問題研究会、最終報告。
  - 8月 - 玉川上水、国の史跡に指定。
  - 同 - 多摩川水源森林帯事務所、開所式。
  - 11月 - 狭間給水所一期工事完成。
  - 12月 - 局版ABC分析をモデル導入。
- 2004年（平成16年）
  - 1月 - 朝霞浄水場で日本最大規模の太陽光発電設備の建設に着手。
  - 2月 - 北営業所と赤羽営業所を統合し、北営業所として業務を開始。
  - 3月1日 - 水質センターがISO/IEC17025認証を取得。
  - 3月 - 調布西町給水所完成。
  - 4月1日 - 武蔵村山市への事務委託廃止に伴い、武蔵村山サービスステーションを開設。（以下「サービスステーション」は「SS」とする。）
  - 4月 - 水道局環境計画、策定。
  - 同 - 水質基準に関する省令、施行。
  - 6月1日 - 「安全でおいしい水プロジェクト」を開始。
  - 7月1日 - 携帯電話向けインターネットサービスのモバイル東京水道を開設。
  - 7月 - 瑞穂町における、都水道事業の事務の委託を廃止することに関する基本協定、締結。
  - 9月 - 水道経営プラン2004策定。
  - 同 - インターネットを利用した電子入札を開始。
  - 10月24日 - 都水道局平成16年新潟県中越地震応急復旧支援対策本部を設置。水道特別作業隊（水特隊）が出動。
  - 11月 - ペットボトル「東京水」販売開始。
  - 11月17日 - 朝霞浄水場高度浄水処理施設完成。オゾンと生物活性炭による処理開始。
- 2005年（平成17年）
  - 1月 - 口座振替時の口座割引制度を開始。
  - 同 - 口座振替日指定サービス開始（多摩地区）。
  - 同 - 朝霞浄水場、三園浄水場及び小作浄水場の太陽光発電設備が完成。
  - 同 - 水道料金改定（平均1.3％引き下げ）。
  - 1月26日 - お客さまセンターを開設。区部でサービス開始。
  - 2月 - 都水道局 包括外部監査改善計画推進会議、設置。
  - 3月31日 - 東村山浄水場内の浄水部技術訓練室閉所。
  - 4月1日 - 瑞穂町への事務委託廃止に伴い、瑞穂SSを開設。
  - 4月 - 朝霞浄水場、三園浄水場でPFI事業の運用開始。
  - 同 - 朝霞、三園、小作の太陽光発電設備、運用開始。
  - 6月 - 研修・開発センターが、東京都世田谷区の新庁舎で業務開始。
  - 同 - 個人情報適正取扱推進委員会、設置。
  - 8月 - 多摩丘陵幹線第一次整備区間が完成・通水開始。
  - 同 - 東久留米市における、東京都水道事業の事務委託を廃止することに関する基本協定、締結。
  - 9月 - 府中市、小平市、東大和市における、東京都水道事業の事務委託を廃止することに関する基本協定、締結。
  - 同 - 玉川上水保存管理計画策定に関する委員会、設置。
  - 10月 - 研修・開発センター開所式。
  - 10月17日 - 非常時に朝霞浄水場と埼玉県企業局大久保浄水場間で水を相互融通する朝霞連絡管が完成。
  - 11月 - 青梅市の御岳山浄水所及び東京都あきる野市の乙津浄水所で、膜ろ過施設への改造工事が完成。
- 2006年（平成18年）
  - 1月 - 首都東京にふさわしい将来の水道システムを考える会、設置。
  - 4月1日 - 東久留米市への事務委託廃止に伴い、東久留米SSを開設。
  - 4月 - 小平市への事務委託廃止に伴い、小平SSを開設。
  - 同 - 府中市への事務委託廃止に伴い、府中SSを開設。
  - 同 - 東大和市への事務委託廃止に伴い、武蔵村山SSに事務統合。
  - 同 - 青梅市の二俣尾浄水所で、膜ろ過施設への改造工事が完成。
  - 同 - 第10次水道水源林管理計画、策定。
  - 5月 - ペットボトル「東京水」ボトルデザイン変更。
  - 6月 - 立川市緑町に、多摩水道立川庁舎完成。
  - 7月 - 多摩水道立川庁舎での、多摩水道改革推進本部の業務を開始。
  - 同 - 江戸川南営業所と江戸川北営業所を統合し、江戸川営業所として業務を開始。
  - 同 - 足立東営業所と足立西営業所を統合し、足立営業所として業務を開始。
  - 8月 - 小金井市、日野市、東村山市、狛江市、清瀬市、あきる野市、西東京市、日の出町における、都水道事業の事務委託を廃止することに関する基本協定、締結。
  - 11月28日 - 多摩お客さまセンターを開設。多摩地区の一部（府中市、小平市、東大和市、東久留米市、武蔵村山市、瑞穂町、多摩市並びに多摩ニュータウン地域）でサービス開始。
  - 11月 - 東京水道長期構想STEPII 世界に誇れる安心水道 を策定。
- 2007年（平成19年）
  - 1月 - 杉並西営業所、大田南営業所、世田谷東営業所、練馬西営業所及び板橋北営業所の夜間・休日窓口を廃止。
  - 同 - 「安全でおいしい水プロジェクト蛇口回帰推進計画～安全でおいしい水を次世代に伝えるために～」を策定。
  - 同 - 東村山浄水場、長沢浄水場、金町浄水場及び三郷浄水場の太陽光発電設備が完成。
  - 同 - インターネットによる水道の使用開始・中止の受付開始（多摩地区）。
  - 3月14日 - 非常時に東京都と川崎市間で水を相互融通する、「東京・川崎 登戸連絡管」及び「東京・川崎 町田連絡管」が完成。
  - 3月22日 - 砧浄水場及び砧下浄水所膜ろ過施設が完成。浄水場として国内最大規模の膜ろ過施設。
  - 3月 - 多摩お客さまセンター対象地域が事務委託市町から委託された地域と併せて多摩地区の都営水道全域に拡大。
  - 同 - 区部内すべての営業所の夜間・休日窓口を廃止。
  - 同 - 水安全計画（三郷浄水場版）を策定。
  - 同 - 都水道局環境計画（2007-2009）を策定。
  - 4月1日 - あきる野市、日の出町への事務委託廃止に伴い、あきる野SSを開設。
  - 同 - 日野市への事務委託廃止に伴い、日野SSを開設。
  - 同 - 狛江市への事務委託廃止に伴い、狛江SSを開設。
  - 同 - 清瀬市、西東京市への事務委託廃止に伴い、東久留米SSに事務統合。
  - 同 - 小金井市、東村山市への事務委託廃止に伴い、小平SSに事務統合。
  - 同 - 徴収整理業務の一部委託（区部）。
  - 同 - 払込み扱いのお客さまに対する「請求書現地発行」の開始。
  - 4月 - 多摩水質試験室がISO/IEC17025認証を取得。
  - 7月 - 新潟県中越沖地震 応急復旧支援対策本部、設置（19日派遣開始、25日刈羽村、31日柏崎市応急復旧完了）。
  - 8月 - 国分寺市、町田市、八王子市、立川市、福生市における、東京都水道事業の事務委託を廃止することに関する基本協定、締結。
  - 10月 - 水道料金及び下水道料金のクレジットカード払いを導入（区部）。
  - 同 - 水道局職員の作業服デザインを一新。
  - 10月30日 - 三園浄水場高度浄水処理施設通水。オゾンと生物活性炭による処理開始。
  - 11月 - 英語版ペットボトル「東京水」の製造開始。
  - 同 - 小河内ダム竣工50周年記念式典。
- 2008年（平成20年）
  - 3月 - TOKYO高度品質プログラム（東京都版水安全計画）の運用開始。
  - 3月31日 - 多摩ニュータウン水道事務所の組織廃止に伴い、多摩ニュータウン地区での夜間・休日窓口を廃止。
  - 4月1日 - 多摩市への事務委託廃止に伴い、多摩SSを開設。
  - 同 - 町田市への事務委託廃止に伴い、町田SSを開設。
  - 同 - 立川市、国分寺市への事務委託廃止に伴い、立川SSを開設。
  - 同 - 八王子市への事務委託廃止に伴い、八王子SSを開設。
  - 同 - 福生市への事務委託廃止に伴い、あきる野SSに事務統合。
  - 同 - 給水部水道緊急隊発足。
  - 同 - 墨田、港、豊島、台東、足立、中野、渋谷及び板橋の各給水管工事事務所を設立。
  - 7月1日 - 青梅市の日向和田浄水所で、膜ろ過施設への改造工事の完成式。
  - 7月 - 東京水道技術エキスパート制度の運用開始。
  - 8月 - 青梅市、調布市、国立市における、都水道事業の事務委託を廃止することに関する基本協定、締結。
  - 同 - 水の科学館、来館者150万人達成。
  - 10月 - 水道料金及び下水道料金のクレジットカード払いを導入（多摩地区）。
  - 同 - 長沢浄水場、長沢線更新工事に伴い施設停止。
- 2009年（平成21年）
  - 1月 - 練馬東営業所と練馬西営業所を統合し、練馬営業所として業務を開始。
  - 同 - 板橋南営業所と板橋北営業所を統合し、板橋営業所として業務を開始。
  - 同 - 水の科学館がリニューアルのため一時閉館。
  - 2月 - 大田北営業所と大田南営業所を統合し、大田営業所（旧大田南営業所は、大田営業所蒲田分室）として業務を開始。
  - 同 - 世田谷東営業所と世田谷西営業所を統合し、世田谷営業所（旧世田谷東営業所は、世田谷営業所太子堂分室）として業務を開始。
  - 同 - 村山・山口貯水池が近代化産業遺産に認定。
  - 同 - 水運用センター30周年記念式典。
  - 3月 - 村山下貯水池堤体強化工事が完成。
  - 4月1日 - 調布市への事務委託廃止に伴い、調布SSを開設及び狛江SSを廃止。
  - 同 - 青梅市への事務委託廃止に伴い、青梅SSを開設及び瑞穂SSを廃止。
  - 同 - 国立市への事務委託廃止に伴い、立川SSに事務統合。
  - 同 - 文京、江戸川、葛飾、新宿、品川、目黒及び北の各給水管工事事務所を開設。
  - 同 - 中止・停止分に係る徴収整理業務の一部委託（区部）。
  - 4月 - 八王子市に川口ポンプ所が完成。
  - 5月 - ペットボトル「東京水」ボトルデザイン変更。ペットボトル「東京水」350mLボトルの製造開始。
  - 同 - 奥多摩町における町営水道事業を都の水道事業に統合することに関する基本協定、締結。同町の公共下水道使用料徴収事務を受託。
  - 6月 - 大田区の東海給水所完成式。
  - 同 - 水道歴史館がリニューアルオープン。
  - 7月 - 長沢浄水場、運転再開。
  - 8月 - 史跡玉川上水 整備活用計画、策定。
  - 9月 - 水道歴史館 来館者40万人達成。
  - 11月 - 足立区の小右衛門給水所完成式。
  - 同 - 水の科学館、リニューアル工事のため一時閉館。
  - 同 - 長沢浄水場50周年記念事業。
  - 同 - 小右衛門給水所完成式。
- 2010年（平成22年）
  - 1月 - 杉並東営業所と杉並西営業所を統合し、和泉庁舎に移転し杉並営業所として業務を開始。
  - 同 - 西部支所給水課給水管工事係が和泉庁舎へ移転。
  - 同 -「東京水道経営プラン2010～未来へつながる安全・安心の実現～」を策定。
  - 同 - 八雲給水所の小電力発電設備及び小作浄水場の太陽光発電設備（第二期）が完成。
  - 3月 - 安全でおいしい水プロジェクト行動計画（2010-2012）策定。
  - 同 - 水道局環境計画（2010-2012）策定。
  - 4月7日 - 東村山浄水場高度浄水処理施設完成式。オゾンと生物活性炭による処理開始。
  - 4月 -青梅市の成木浄水所で、膜ろ過施設への改造工事が完成。
  - 同 - 奥多摩町の水道の都営一元化。
  - 6月1日 - 水の科学館がリニューアルオープン。
  - 6月 - 三鷹市、稲城市における、東京都水道事業の事務の委託を廃することに関する基本協定、締結。
  - 同 - 東村山浄水場通水50周年記念講演会。
  - 同 - 西瑞江給水所 更新工事竣工。
  - 同 - 民有林購入モデル事業開始。
  - 7月16日 - 立川市の西砂第二浄水所において、1,4-ジオキサンの濃度が、水道法上の水質基準は満たすものの、局が独自に定めた水安全計画上の管理基準を超える状況となり、当該浄水所の水源井戸を休止し、同浄水所から配水していた地域については、小作浄水場からの配水系統に変更した。
  - 7月 - 首都圏New!水道水キャンペーン実施。
  - 8月 - 奥多摩 水と緑のふれあい館 来館者300万人達成。
  - 同 - 東京国際展開ミッション団マレーシア派遣。
  - 8月22日 - 多摩水道改革計画(2010-2014)を策定
  - 9月 - 上恩方増圧ポンプ所完成、上恩方配水所完成。
  - 同 - 長沢浄水場、長沢線更新工事に伴い施設停止。
  - 10月 - 東京国際展開ミッション団ベトナム派遣。
  - 11月 - 東京国際展開ミッション団インドネシア、インド、モルディブ派遣。
  - 11月24日 - 八王子市の高尾山水道施設（高尾山第一ポンプ所、高尾山第二ポンプ所、高尾山配水所）完成式。
- 2011年（平成23年）
  - 3月 - 板橋区の大谷口給水所完成。
  - 3月12日 - 東日本大震災発生、給水対策本部設置。宮城県仙台市、茨城県稲敷市の要請に基づく応急給水支援。
  - 3月15日 - 東日本大震災発生による、社団法人日本水道協会の要請に基づく岩手県盛岡市への復旧支援。
  - 3月16日 - 東日本大震災発生による、千葉県水道局の要請に基づく千葉県浦安市への復旧支援。
  - 3月18日 - 東日本大震災発生による、宮城県仙台市の要請に基づく復旧支援。
  - 3月22日 - 東日本大震災発生による、福島県いわき市の要請に基づく応急給水支援。
  - 3月23日 - 金町浄水場の水道水から乳児の摂取基準の約2倍に当たる放射性ヨウ素が検出されたと発表、供給先の東京23区と武蔵野など5つの市に対し乳児が飲むのを控えるよう要請。
  - 3月26日 - 東日本大震災発生による、社団法人日本水道協会の要請に基づく福島県いわき市への復旧支援。
  - 4月1日 -三鷹市への事務委託廃止に伴い、調布SSに事務統合。
  - 同 - 稲城市への事務委託廃止に伴い、多摩SSに事務統合。
  - 4月12日 - 東日本大震災発生による、社団法人日本水道協会の要請に基づく福島県いわき市への復旧支援(第2次)。
  - 4月 - 被災地へ職員派遣及び行政事務支援開始。
  - 5月 - 東日本大震災による、避難者に対する水道料金・下水道料金の減免開始。
  - 7月 - 長沢浄水場、運転再開。
  - 8月1日 - 板橋営業所の業務を、東京都監理団体である株式会社PUCに委託。
  - 10月 - 第4回IWA-ASPIREの開催(共催)。
  - 12月 - 被災地へ水道局所有の車両譲渡。
- 2012年（平成24年）
  - 1月10日 - 台東営業所を廃止し、文京営業所と統合。文京営業所が文京区西片2-16-23から同区後楽2-5-1に移転して業務開始。
  - 同 - 大田営業所(蒲田分室)を廃止し、大田営業所に統合。
  - 1月 - 東京国際展開ミッション団バングラデシュ人民共和国派遣。
  - 2月15日 - 多摩水道連絡会が発足。
  - 3月 - 東京水道施設再構築基本構想を策定。
  - 同 - PPSと電気供給契約を締結。
  - 同 - 八王子市等6市に委託していた業務の都への移管が完了し、25市町全ての事務委託を完全解消。
  - 同 - 梅郷配水所引継式。
  - 4月1日 - 練馬給水所及び板橋給水所において、特定規模電気事業者と平成24年度の電気需給契約を締結。
  - 4月2日 - 台東給水管工事事務所を廃止し、文京給水管工事事務所に統合。
  - 4月 - 公式Twitter開始。
  - 5月 - 利根川水系原水からホルムアルデヒド検出。茨城県、群馬県、埼玉県、千葉県、東京都に及ぶ広範囲の浄水場の取水停止や断水を伴う水質事故が発生。高崎市内廃液処理工場からのヘキサメチレンテトラミンを含む排水が、浄水場での塩素との化学反応により副生成したものであることが判明した。
  - 同 - 工事請負単価契約事業者の震災時行動マニュアル策定。
  - 多摩丘陵幹線第二整備区間が一部通水。
  - 6月 - 東京消防庁と排水栓の取扱に係る覚書を締結。
  - 同 - 水道工事自己防止アクションプランを策定。
  - 9月 - 都水道局 渇水対策本部設置（→10月3日解散）。
  - 同 - 多摩川水源森林隊 10周年記念行事。
  - 11月 - タイ王国首都圏水道公社との覚書交換式。人材育成に関する技術協力。
- 2013年（平成25年）
  - 2月 - 東京水道経営プラン2013、策定。
  - 3月 - 多摩平浄水所引継式。
  - 同 - 都水道局環境計画2013-2015 策定。
  - 4月 - 金町浄水場高度浄水施設完成、区部東部地域の高度浄水100％達成。
  - 同 - 台湾自来水及び台北自来水との技術協力等に関する覚書締結。
  - 5月 - 多摩水道改革計画2013、策定。
  - 7月 - 埼玉県三郷市との三郷浄水場における応急給水活動に関する協定、締結。
  - 同 - 都水道局 渇水対策本部の設置（→9月18日解散）。
  - 9月 - ミャンマーヤンゴン市との技術協力等に関する覚書の締結。
  - 同 - 都水道局 震災対策事業計画の策定。
  - 10月 - 葛西給水所にて固定価格買取制度を活用した小水力発電設備、完成。
  - 同 - 台風26号に伴う大島町への応急給水支援。
  - 同 - 利根川水系高度浄水100％達成記念式典。
  - 11月 - 奥多摩 水と緑のふれあい館 開館15周年。
- 2014年（平成26年）
  - 3月 - 東京水道エネルギー効率化10年プランを策定。
  - 同 - 東日本大震災による避難者に対する水道料金・下水道料金の減免措置期間の延長。

## 事業所

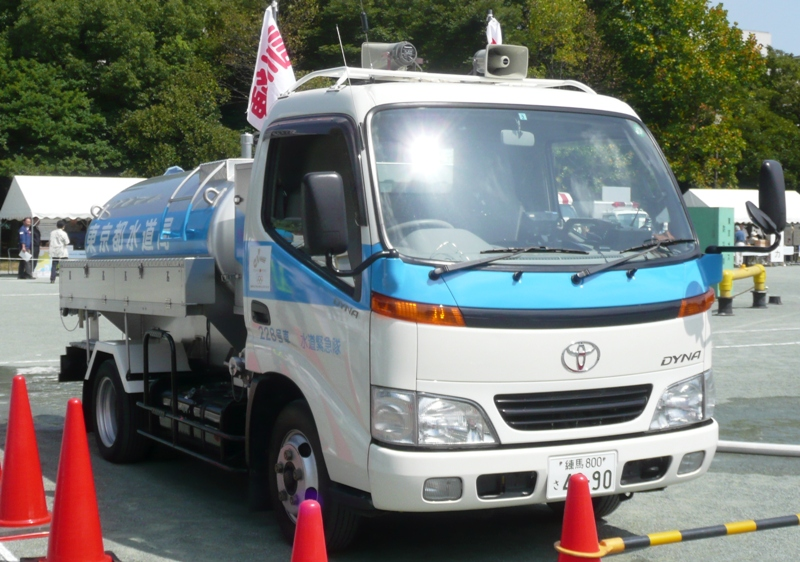
水道緊急隊の給水車

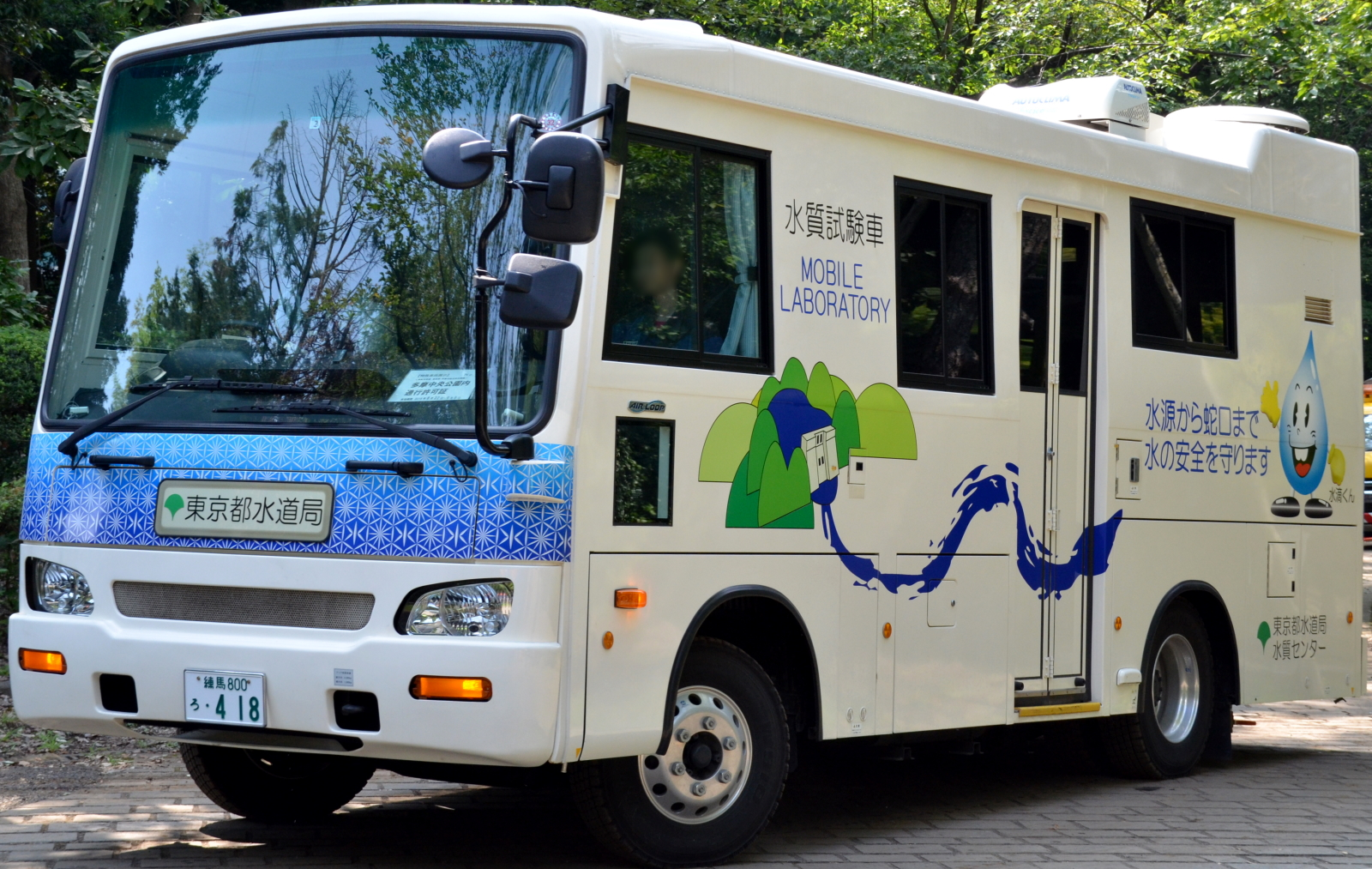
水質センターの水質試験車

- 総務部

総務課、主計課、企画調整課、施設計画課
- 職員部

人事課、労務課、監察指導課
- 経理部

管理課、出納課、契約課、営繕課
- サービス推進部

管理課、サービス推進課、業務課
- 浄水部

管理課、浄水課、設備課
- 給水部

管理課、配水課、給水課、水道緊急隊
- 建設部

管理課、工務課、施設設計課、管路設計課、技術管理課
- 研修・開発センター

研修課、開発課
- 水運用センター

運用課、施設管理課
- 水質センター

企画調査課、検査課、監視課
- 水源管理事務所

管理課、技術課、小河内貯水池管理事務所、羽村取水管理事務所
- 中央支所

庶務課、配水課、給水課、千代田営業所、港営業所、豊島営業所、文京営業所
- 東部第一支所

庶務課、配水課、給水課、江東営業所、墨田営業所、江戸川営業所
- 東部第二支所

庶務課、配水課、給水課、荒川営業所、足立営業所、葛飾営業所
- 西部支所

庶務課、配水課、給水課、杉並営業所、新宿営業所、中野営業所
- 南部支所

庶務課、配水第一課、給水第一課、大田営業所、品川営業所、配水第二課、給水第二課、世田谷営業所、目黒営業所、渋谷営業所
- 北部支所

庶務課、配水課、給水課、練馬営業所、板橋営業所、北営業所
- 東村山浄水管理事務所（東村山浄水場）

庶務課、技術課、境浄水場、小作浄水場、玉川浄水場、砧浄水場、長沢浄水場
- 金町浄水管理事務所（金町浄水場）

庶務課、技術課、三郷浄水場
- 朝霞浄水管理事務所（朝霞浄水場）

庶務課、技術課、三園浄水場
- 東部建設事務所

庶務課、工事第一課、工事第二課
- 西部建設事務所

庶務課、工事第一課、工事第二課
多摩水道改革推進本部（多摩水）
- 調整部

管理課、経営改善課、業務指導課、技術指導課
- 施設部

工務課、設計課、工事課
- 立川給水管理事務所

営業課、工務課、施設課、あきる野給水事務所
- 多摩給水管理事務所

営業課、工務課、施設課、八王子給水事務所

## 歴代局長
- 小林重一（1960年 - 1964年）
- 扇田彦一（1964年 - 1968年）
- 中島通夫（1968年 - 1971年）
- 國分正也（1971年 - 1973年）
- 小原隆吉（1973年 - 1976年）
- 千葉慶事（1976年 - 1979年）
- 舩木喜久郎（1979年 - 1982年）
- 田中文次（1982年 - 1984年）
- 服部陽一（1984年 - 1987年）
- 菊地俊三（1987年 - 1989年）
- 小松秀雄（1989年 - 1991年）
- 今井裕隆（1991年 - 1993年）
- 菊田精（1993年 - 1995年）
- 川北和徳（1995年 - 1998年）
- 赤川正和（1998年 - 2001年）
- 飯嶋宣雄 (2001年 - 2004年)
- 髙橋功（2004年 - 2005年）
- 御園良彦（2005年 - 2007年）
- 東岡創示（2007年 - 2009年）
- 尾﨑勝（2009年 - 2011年）
- 増子敦（2011年 - 2013年）
- 吉田永（2013年 - 2015年）
- 醍醐勇司（2015年 - 2017年）
- 中嶋正宏（2017年 - 2020年）
- 浜佳葉子（2020年 - 2022年）
- 古谷ひろみ (2022年 - 2023年)
- 西山智之 (2023年 - 2025年)
- 山口真 (2025年 - 現職)

## 労働組合
- 全水道東京水道労働組合
- 東京水道労働組合

地方公営企業等の労働関係に関する法律第5条に基づき上記に示す労働組合が存在する。現在、全水道東京水道労働組合（全水道東水労）と東京水道労働組合の2組合に分裂した状態が続いている。前者は日本労働組合総連合会（連合）系の全日本水道労働組合（全水道）に属しており政治的には旧日本社会党系であるが、一部に社青同解放派（労対グループ）の影響が残る。職員の9割は全水道東京水道労働組合に加入している。後者は全国労働組合総連合（全労連）系の日本自治体労働組合総連合（自治労連）に加盟しており政治的に日本共産党系である。全水道東水労は全労連系東水労を区別するために、設立当時の委員長名から、東水労（秋山）と呼称している。

## 改竄事件
2006年から2009年までの間、本人申告で72回以上の遅刻を繰り返した副参事の男は、部下に命令して出勤記録の公文書を改竄した。

## PR施設
- 東京都水道歴史館（東京都文京区本郷二丁目7番1号）
- 東京都水の科学館（東京都江東区有明二丁目4番1号）
- 奥多摩水と緑のふれあい館（東京都西多摩郡奥多摩町原5番地）

## 関連団体

### 政策連携団体
- 東京水道株式会社[14]

### 報告団体
- 東京都市開発株式会社[15]
- 水道マッピングシステム株式会社[15]

## マスコットキャラクター
- 水滴くん
- 水玉ちゃん
- チャップくん（東京都水の科学館マスコットキャラクター）※リニューアルにより消滅
- くりんちゃん（奥多摩水と緑のふれあい館マスコットキャラクター）

## 市販商品

### 東京水
安全でおいしい水プロジェクトのPRの一環として販売されている。500mlのペットボトルに高度浄水処理をした水道水をつめたものである。
都庁本庁舎売店、恩賜上野動物園東園食堂、上野恩賜公園パークス上野、東京体育館スポーツ&カフェファースト、東京国際展示場会議棟2階エントランスホールサービスコーナーネイヴルなどで販売されている。

## 所有林
水道水源の約2割を多摩川水系から求めているため、上流の奥多摩町や甲州市内にかけて約2万2000ヘクタールの山林（水源林）を所有している。水質の向上と水量の安定を図るため2014年までの4年計画でさらに4000ヘクタールに及ぶ民有林の買収に乗り出すことが2010年4月に発表された。